# Mbakem
Mbakem (ou Mbaakam) est une localité du Cameroun située dans la Région du Sud-Ouest et le département de la Manyu. Elle est rattachée administrativement à la commune d'Eyumodjock et au canton de Kembong.

## Population
La localité comptait 102 habitants en 1953, 175 en 1967, principalement Ejagham. À cette date elle disposait d'une école publique créée en 1960 (auparavant catholique).
Lors du recensement de 2005 on y a dénombré 689 personnes.